# Basilica santuario di Santa Maria de Finibus Terrae
La basilica santuario di Santa Maria de Finibus Terrae è una basilica minore ed un santuario di Castrignano del Capo, situata nella frazione di Santa Maria di Leuca: è così chiamata in quanto si trova all'estremità sud orientale della penisola italiana.

## Storia
Sul promontorio, dove sorge l'attuale chiesa di Santa Maria de Finibus Terrae, in origine era posto un tempio pagano dedicato a Minerva, come testimonia il ritrovamento di un'ara, conservata all'interno della chiesa, sulla quale era così scritto:

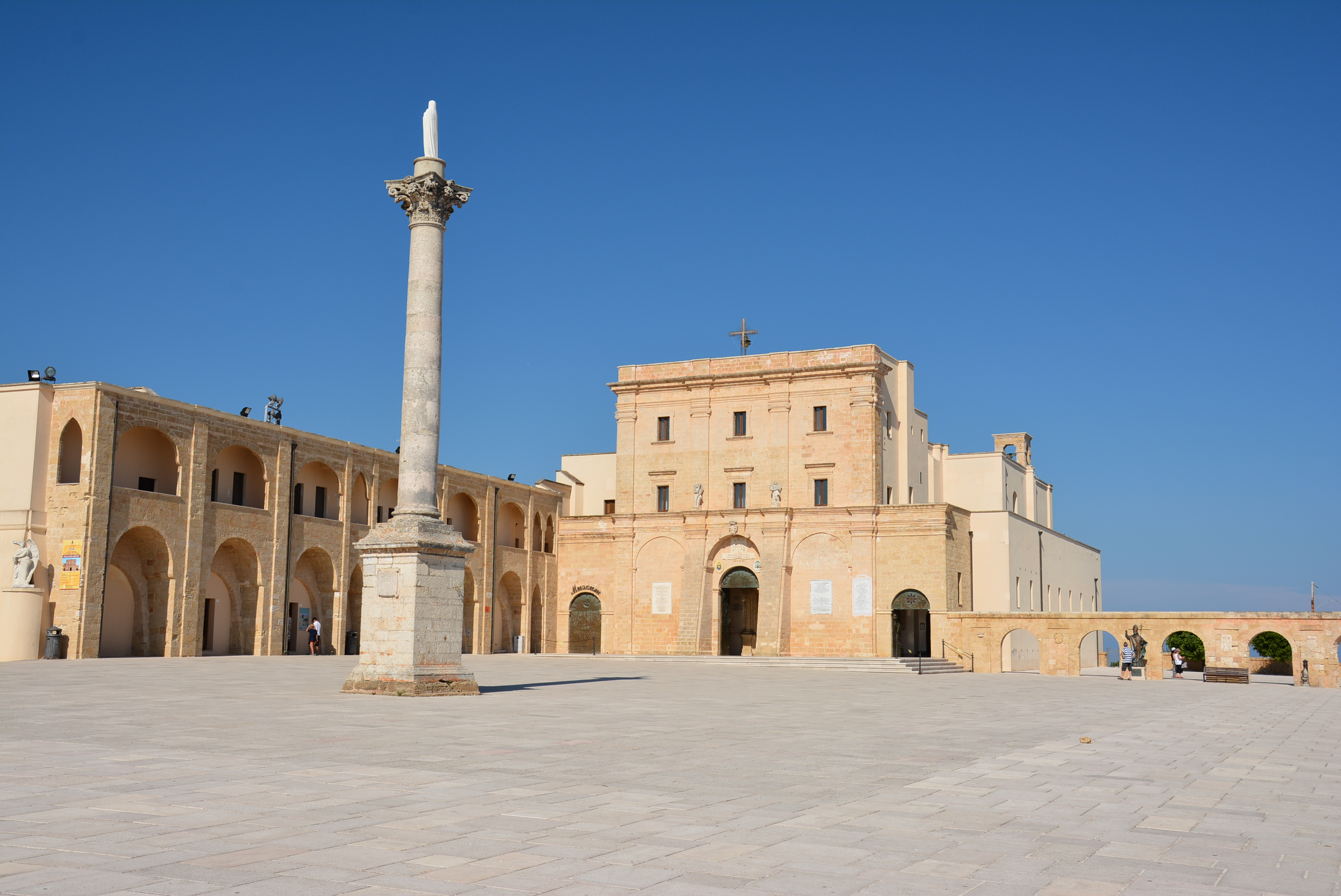
Il piazzale esterno

La tradizione narra poi lo sbarco in zona dell'apostolo Pietro, in ricordo è ancora presente sul piazzale antistante la croce pietrina, e la conversione al cristianesimo della popolazione locale, che porta al cambiamento di culto del tempio, dedicato quindi al Santissimo Salvatore: questo diventa nel 59 sede vescovile. La chiesa venne completamente rasa al suo a seguito dell'editto di Diocleziano e Galerio, evento nel quale andò anche perso il quadro della Vergine che si riteneva essere opera di san Luca: tuttavia pochi anni dopo, il 1º agosto 343, papa Giulio I, consacrava una nuova chiesa, dedicata a Santa Maria dell'Angelo, come riportato su una lapide:
Il culto nei confronti della Vergine Maria andò aumentando quando nella notte del 13 aprile del 365, una violenta tempesta, colpì la zona: i pescatori, preoccupati per le loro imbarcazioni, chiesero aiuto alla Madonna, la quale, per sua intercessione, fermò l'evento. Nei secoli a venire, a causa della sua posizione geografica, esposta alle incursioni, la chiesa venne più volte distrutta o saccheggiata dai Saraceni e dai Turchi, ma sempre ricostruita nello stesso luogo, seguendo le mura perimetrali originarie: vari eventi nefasti sono datati nel 1507, nel 1537, nel 1550, nel 1624, quando parte del quadro della Vergine si salvò miracolosamente della fiamme, e nel 1720; a seguito di quest'ultima incursione, il vescovo Giovanni Giannelli decise di ricostruire la chiesa con un'architettura simile ad una fortificazione a due piani, dovendo sembrare da lontano una sorta di casa privata: questa venne terminata e consacrata nel 1755. Durante la visita di Giovanni Paolo II nel 1990, è stata innalzata a basilica minore, mentre un'altra visita papale è avvenuta nel 2008 con Benedetto XVI.

## Descrizione

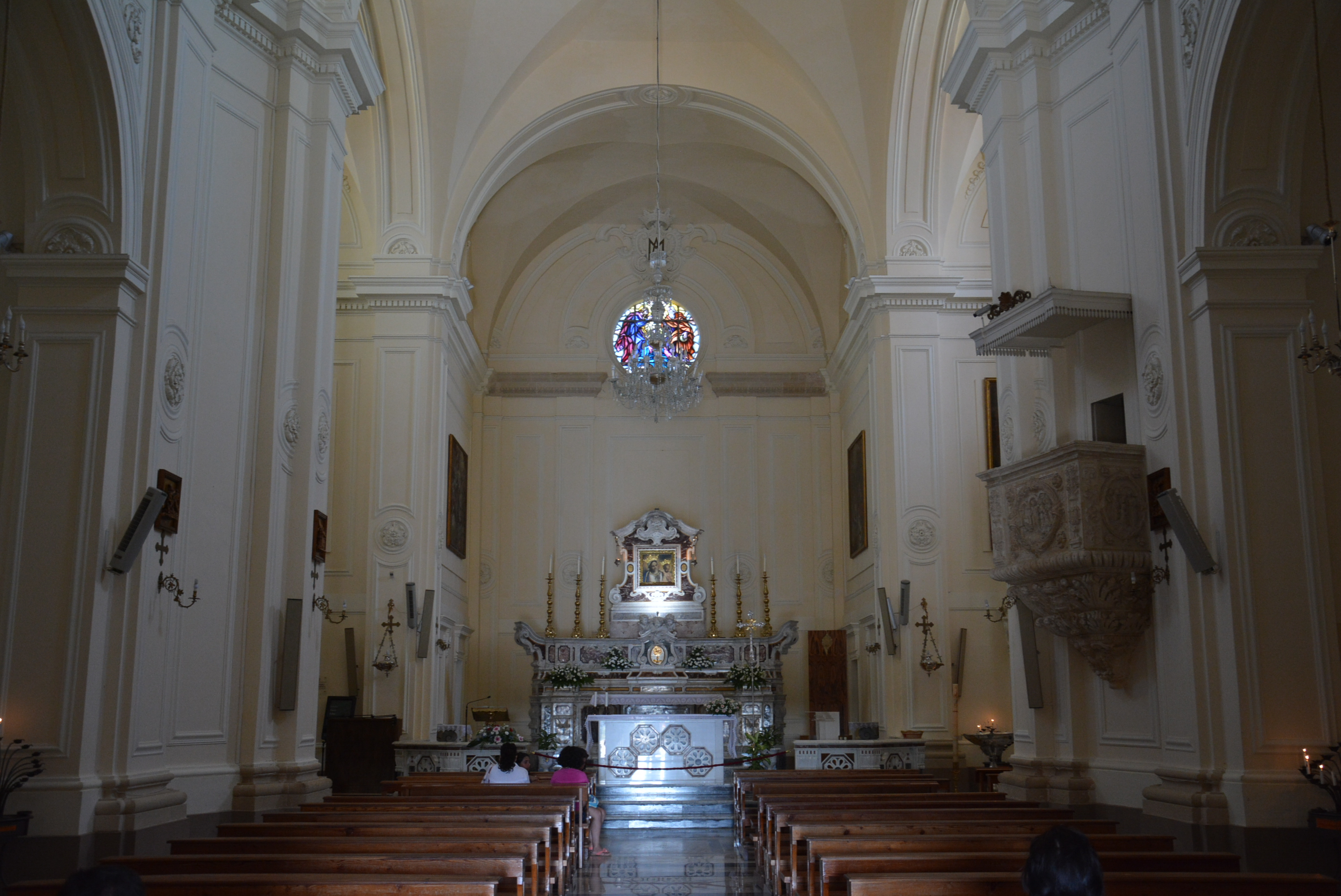
L'interno

La basilica, dedicata alla Madonna de Finibus Terrae, nome derivante dalla locuzione de finibus terrae che gli antichi romani solevano utilizzare per questo territorio come ultima zona abitata da cives, rispetto a quella oltre il mare abitato da provinciales, si apre su un piazzale che si affaccia sulla punta estrema pugliese della penisola italiana: nella piazza è posto la croce pietrina, la colonna mariana del 1694 sormontata da una statua della Madonna, opera di Filiberto Aierbo d'Aragona, ed il faro. La facciata della chiesa è divisa in due da una trabeazione; la zona inferiore, arricchita con epigrafi e stemmi, è divisa in cinque scomparti da quattro lesene, due delle quali, quelle centrali, terminano con due statue: nella parte centrale si apre il portale d'ingresso, mentre altri due, più piccoli, sono posti alle due estremità. I portali in bronzo, fusi dalla fonderia Mapelli e disegnati dello scultore Armando Marrocco, sono stati messi in sede nel 2000, in ricordo dell'anno giubilare: quello centrale è intitolato alla Madonna Ianua Coeli e presenta, nella parte centrale, un rigonfiamento simbolo della maternità verginale e spirituale della Madonna, quello di destra è intitolato all'Esodo e quello di sinistra a Maria Stella Maris, con la raffigurazione del miracolo del 365; i tre portali sono stati realizzati rispettivamente grazie alla donazioni della baronessa Maria Serafini Sauli, delle sorelle Garzola di Alessano e con le offerte dei fedeli. La parte superiore della facciata, più stretta rispetto a quella sottostante, si presenta su due livelli, con quattro lesene e quattro finestre su ogni piano, oltre ad una croce in ferro posta sulla sommità.
Nel nartece è conservata l'ara del antico tempio pagano e una scultura in pietra leccese che raffigura un angelo a braccia aperte in senso di accoglienza verso i pellegrini, che regge tra le mani due pannelli con la scritta:

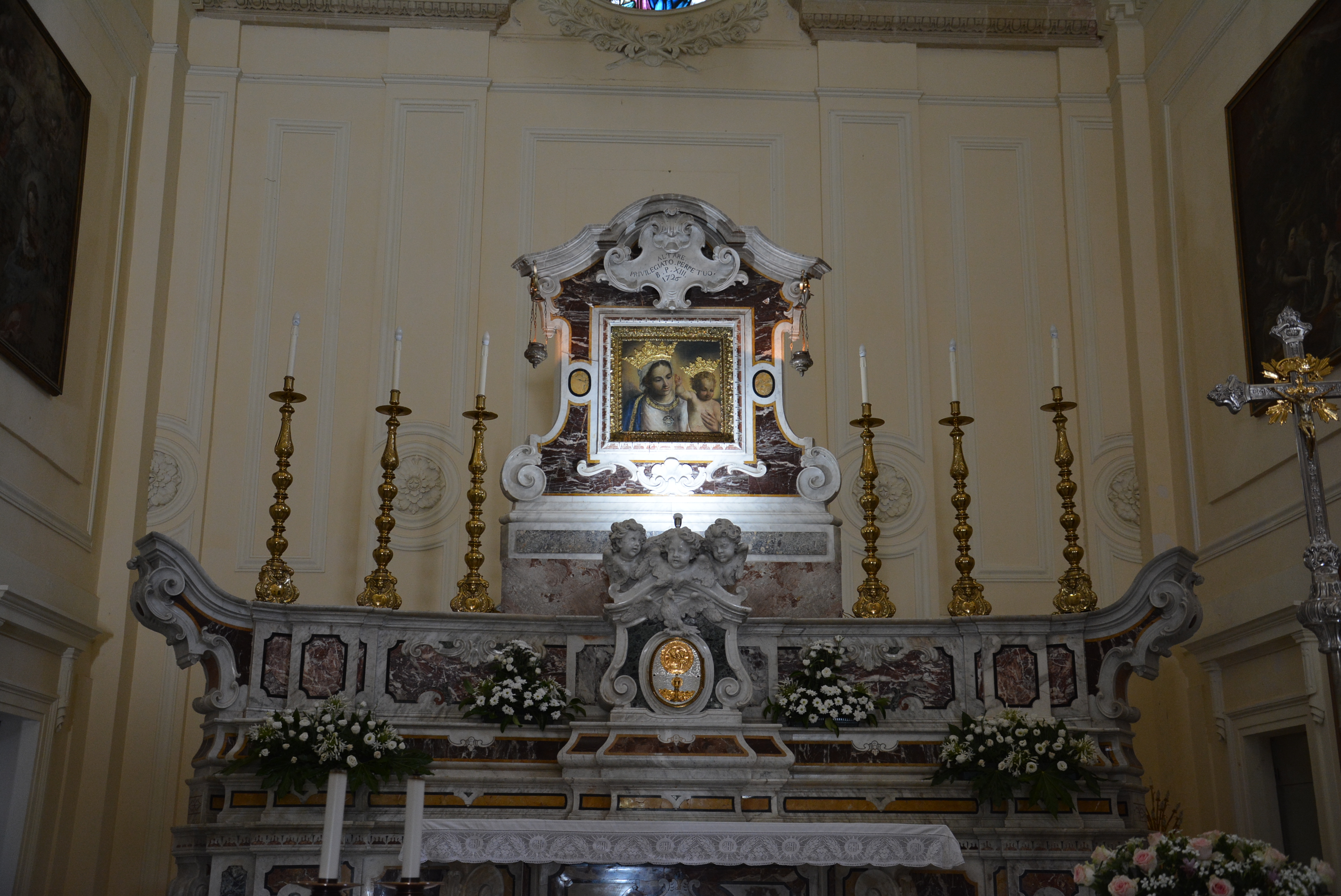
L'altare maggiore con la tela di Maria de Finibus Terrae

Superato quindi il portale risalente ad una delle precedenti costruzioni e datato al XVI secolo, si accede alla chiesa: questa si presenta a navata unica, con cantoria ed organo del 1885 sul fondo e quattro cappelle, due su ogni lato: sulla sinistra si trovano rispettivamente le cappelle con tele di San Francesco di Paola, opera di Francesco Saverio Mercaldi, e di San Giuseppe Benedetto Lebre, opera di Pietro De Simone, mentre nelle due cappelle sulla destra sono poste le tele di San Giovanni Nepomuceno e di San Pietro, anche questa opera di Pietro De Simone, oltre ad un ambone in marmo. Sulla parete di fondo della chiesa, sulla destra, una lapide ricorda l'affondamento della nave francese Léon Gambetta il 27 aprile 1915, mentre, sulla sinistra, è posta un'ulteriore epigrafe in memoria di monsignor Giannelli.
Nella parte sinistra del transetto la raffigurazione in cartapesta dell'Annunciazione, realizzata nel 1892, oltre all'ingresso alla sacrestia, sormontato da una tela raffigurante il Martirio di San Giovanni Evangelista ed una raffigurante Sant'Antonio di Padova, entrambe realizzato da Aniello Letizia, ed un busto in marmo del vescovo Giuseppe Ruotolo, sotto il quale sono conservate le sue spoglie; nella parte destra del transetto invece, opera pittorica ritraente la Sacra Famiglia del De Simone, oltre ad un altro quadro, sempre con lo stesso soggetto, del XVIII secolo, dono della baronessa Maria Serafini-Sauli. Dalla parte destra del transetto si accede anche alla cappella del Santissimo Sacramento: questa è stata realizzata nel 1990 nel luogo della vecchia sacrestia ed il tabernacolo è incastonato in un pezzo di marmo bianco e nero disposto in modo tale da raffigurare una croce, decorato con raggiera dorata e due angeli, questi ultimi posti nel 2005, opera di Ubaldo Ferretti; completano la cappella il dipinto della Madonna con il bambino, copia di quello che doveva essere il dipinto posto sull'altare maggiore prima dell'incendio, realizzato da Andrea Cunavi nel 1625 ed una croce in legno di ulivo, proveniente da Gerusalemme, sulla quale l'artigiano Zaccaria Bros ha scolpito le stazioni della Via Crucis. 

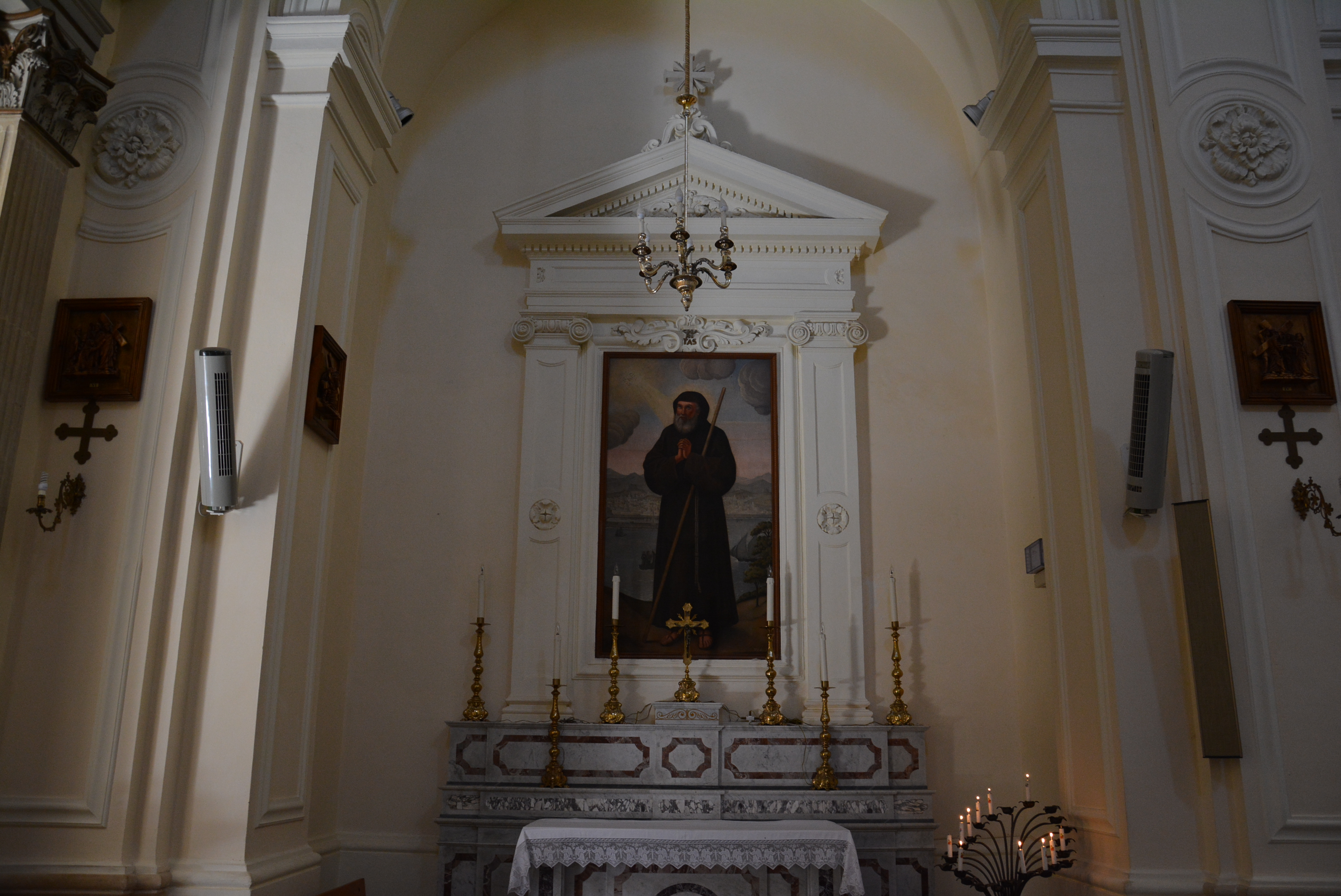
La cappella con la tela di San Francesco di Paola

Il presbiterio presenta un altare maggiore in marmo, sul quale è posto il quadro della Madonna de finibus terrae; il primo dipinto era opera di san Luca, realizzato durante il suo soggiorno a Malta, ma andato perduto: una seconda opera venne realizzata poi 1507 per volere del vescovo Giacomo Del Balzo da Jacopo Palma il Vecchio, ma anche questa andò distrutta nel 1537 durante un'incursione. La terza tela fu realizzata dal pronipote Jacopo Palma il Giovane: durante un incendio nel 1624, fu gravemente danneggiata e le fiamme risparmiarono solo i volti della Madonna e di Gesù ed è questa porzione che venne in seguito venerata e custodita sull'altare maggiore; il 21 novembre 1722 il capitalo Vaticano decreta l'incoronazione con corone di oro volute dal conte Alessandro Sforza Pallavicini l'anno precedente. Ai lati del presbiterio, due opere pittoriche, una ritraente la Circoncisione di Gesù, l'altra l'Annunciazione, entrambe opere di Aniello Letizia, mentre al centro è posto un rosone con vetri policromi raffiguranti l'Incoronazione di Maria: questo, così come gli altri vetri presenti nella basilica, che riproducono scene della vita di Maria, sono stati ultimati nel 1993.
Nel corridoio adiacente alla basilica, nel 1990, è stata realizzata una cappella, protetta da un cancello in ferro battuto, forgiato da Giacinto Nuzzo da Taurisano, nella quale è ospitata la statua di una Madonna risalente al 1897, adornata con corone donate dalla baronessa Maria Serafini Sauli: la statua è a sua volta posta in una nicchia lignea decorata in foglia oro, opera di Ettore e Alessandro Mangia. Nella cappella si trovano inoltre un trittico raffigurante la Crocifissione con San Pietro e San Paolo, di Francesco Saverio Mercaldi, un presepe in legno e piccole edicole con le scene della Via Crucis, entrambe di Zaccaria Bros, un reliquiario con le spoglie di sant'Alessandro Sauli e una statua lignea della Madonna, entrambe del XVIII secolo, piccoli oggetti in avorio, pergamene e reliquie certificate. Completano il complesso un museo di arte contemporanea con pinacoteca la quale espone circa centocinquanta tele di artisti come Ibrahim Kodra, Morteza Latifi Nezami, Gamal Meleka, Pierre Lindner, Nagatani Kikuichi, Vito Melotto e Maria Teresa Di Nardo ed una Via Crucis all'aperto, realizzata in una pineta secondo il progetto dell'architetto Umberto Valletto e composta da quindici gruppi scultorei in bronzo per un totale di quarantasei figure.